# カール・ハインリヒ・ビポンティヌス・シュルツ

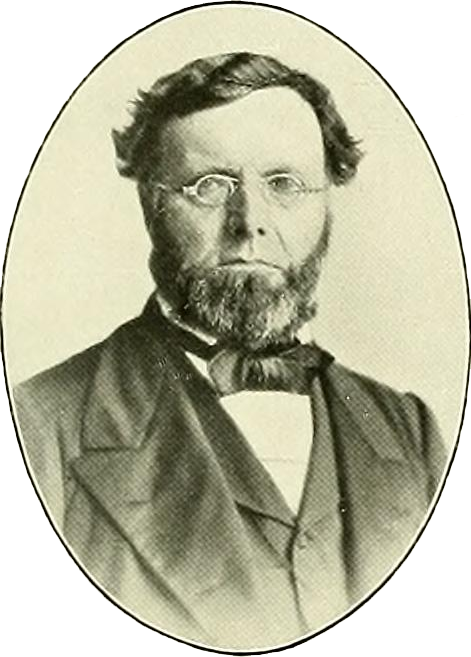
カール・ハインリヒ・ビポンティヌス・シュルツ

カール・ハインリヒ・ビポンティヌス・シュルツ（Carl Heinrich 'Bipontinus' Schultz、1805年6月30日 - 1867年12月17日）はドイツの医師、植物学者である。同時代に同姓同名の植物学者、Carl Heinrich 'Schultzenstein' Schultzがいるので、論文などには生地のZweibrückenをラテン語化した'Bipontinus'を名前に加えて区別した。

## 略歴
ラインラント＝プファルツ州のツヴァイブリュッケンに生まれた。兄に植物学者のフリードリヒ・ヴィルヘルム・シュルツがいるミュンヘン大学で医師の資格を得た後、パリで医学の研究を続けるが、政治活動で逮捕投獄された。3年後に釈放されドイツに戻りダイデスハイムで医師となった。
兄同様、植物学に興味を持ち、プファルツやその周辺の研究者を集め、植物研究会、POLLICHIA（植物学者、ポリッヒ（Johan Adam Pollich）の名に因む）を設立した。ドイツ自然科学アカデミー・レオポルディーナ (Leopoldina) の会員に選ばれた。エアランゲン大学の植物学教授のヴィルヘルム・ダニエル・ヨーゼフ・コッホの没後、後任となることを望んだが政治的な理由で指名されなかった。

## 著作
- Analysis Cichoriacearum Palatinatus. 1841.
- Beitrag zur Geschichte und geographischen Verbreitung der Cassiniaceen. 1866.